# Rafail I al Constantinopolului
Rafail I al Constantinopolului (în greacă Ραφαήλ Α΄, transliterat: Rafaíl 1, în sârbă Рафаило I, cu alfabetul latin: Rafailo I; n. secolul al XV-lea – d. 1476) a fost un cleric ortodox sârb, care a îndeplinit funcția de patriarh ecumenic al Constantinopolului din 1475 până în 1476.

## Biografie
Rafail era un călugăr sârb. A fost susținut probabil pentru funcția de patriarh al Constantinopolului de către Mara Brankovic, mama vitregă a sultanului Mahomed Cuceritorul. Rafail a fost numit patriarh în primele luni ale anului 1475 și i-a promis sultanului că-i va plăti anual o sumă de 2000 de florini de aur și că-i va dărui un cadou unic de 700 de florini de aur.
Comunitatea greacă din Constantinopol nu a participat la numirea sa și i s-a opus cu înverșunare. Mitropolitul Heracleei, care era cel care îl înscăuna în mod tradițional pe noul patriarh, a refuzat să celebreze slujba de hirotonire și înscăunare, iar liturghia a fost oficiată de mitropolitul Ancirei (azi Ankara). Din acest motiv, Rafail nu a fost recunoscut ca patriarh de o mare parte a clerului grecesc.
În septembrie 1475 el l-a numit pe Spiridon din Tver ca noul mitropolit ortodox al Kievului și al întregii Rusii.
Sursele documentare sunt foarte părtinitoare atunci când se referă la patriarhul Rafail. Ierarhul de origine sârbă a fost acuzat că nu vorbea corect limba greacă, că avea un accent străin și că ar fi fost un mare consumator de alcool. S-a relatat că nu a putut să stea în picioare în timpul ceremoniilor din Vinerea Mare pentru că era beat.
Rafail a păstorit ca patriarh aproximativ un an, până la începutul anului 1476, când trebuia să plătească tributul anual pe care îl făgăduise sultanului; el a încercat să strângă acest tribut de la credincioșii săi, dar aceștia au refuzat să plătească. Nereușind să plătească tributul datorat, a fost imediat destituit și întemnițat. A murit la scurt timp după aceea, în timp ce era încă legat în lanțuri.